# 오야마정 (도야마현 나카니카와군)
오야마정(雄山町)은 도야마현 나카니카와군에 있던 정이다.

## 역사
- 1942년 6월 8일 - 고햣코쿠정, 오모리촌, 시타단촌, 다카노촌이 합병해 오야마정이 성립하였다.
- 1954년 10월 1일 - 우와단촌, 가미가후치촌, 다테야마촌, 히가시다니촌, 리타촌과 합병해, 다테야마정이 성립하였다.

## 참고문헌
- 『市町村名変遷辞典』東京堂出版、1990年。
- 『統計たてやま 2013』立山町 2013年9月。
- 『立山町史 下巻』立山町 1984年2月15日。